# 李友蘭 (明朝)
李友蘭（16世紀—17世紀），字石帆，湖廣荊州府夷陵州遠安縣人，明朝政治人物。

## 生平
李友蘭是萬曆三十七年（1609年）己酉科湖廣鄉試舉人，四十五年（1617年）授吳川知縣，陞全州知州，入為南京戶部郎中，榷稅北新關，因父母去世回鄉，服闋後不再出仕，建築錦浪園與朋友聚集，設置書院給縣子弟讀書，李自成軍攻破遠安城池，他不屈服被殺害，清朝乾隆四十二年（1777年）賜諡節愍。

## 引用
1. 1 2  同治《遠安縣志·卷五》：李友蘭，字石帆，萬厯己酉舉人，除吳川令，遷知全州，擢南戶部郎榷北新關，著有《經世格言》，以丁艱歸，無意復出，治錦浪園，與友人盤桓其中，建書院為邑子弟課讀之所，闖賊破城不屈死之，乾隆四十二年與簡而可俱賜諡節愍。